# مرصد بارانال

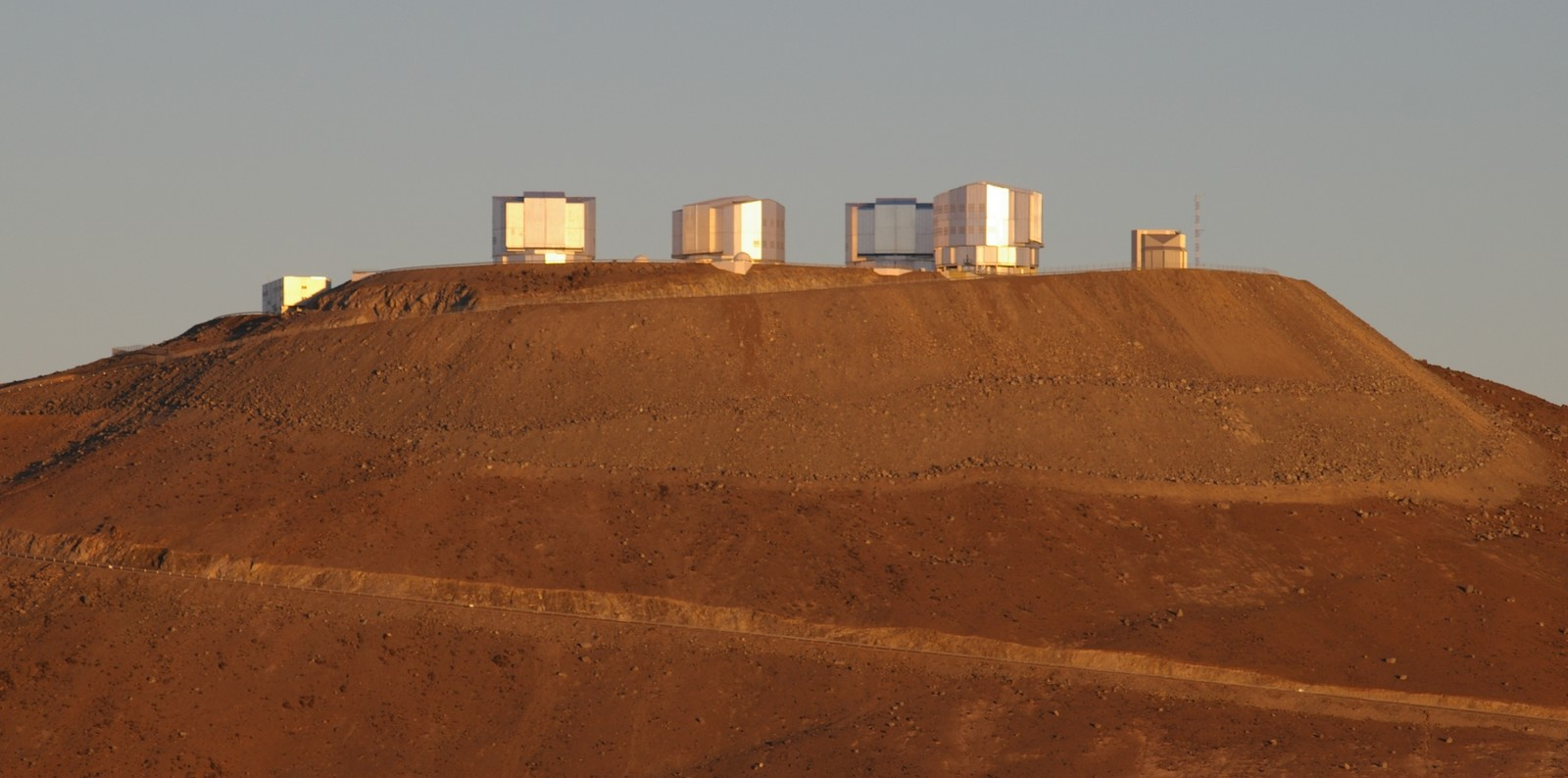
مجموعة التلسكوبات الأوروبية، البارانال بشيلي.

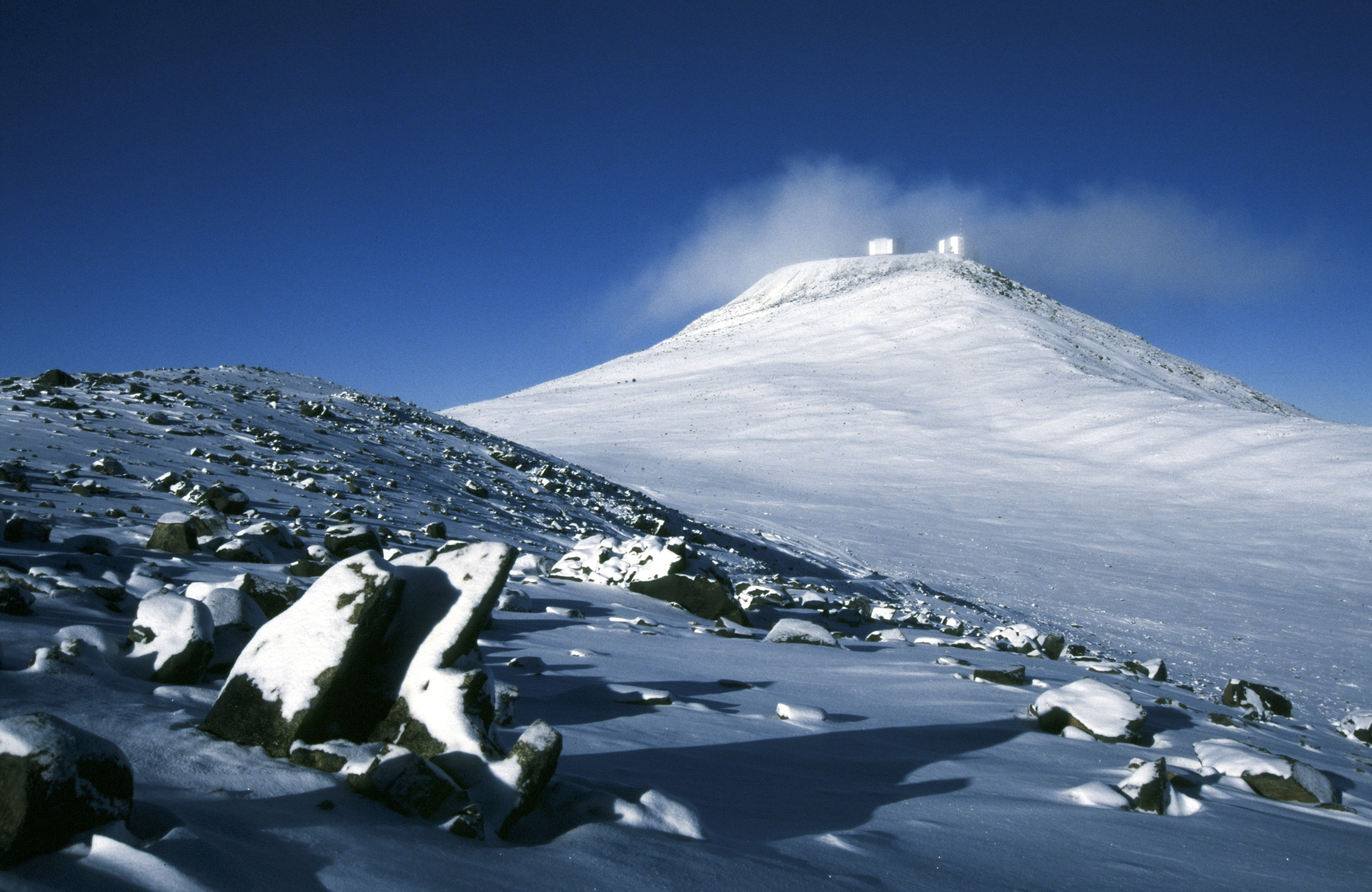
البارانال وقت سقوط الجليد.

مرصد بارانال أو مرصد بارانال VLT  (بالإنجليزية: Paranal Observatory) هو مرصد من أكبر المراصد الفلكية في العالم: مبني على قمة أنتوفاجاستا بشيلي على ارتفاع 2635 متر، وتقوم المرصد الأوروبي الجنوبي بتشغيله. ويسمى أحيانا التلسكوب البالغ الكبر (Very Large Telescope (VLT. وهو يتكون من 4 تلسكوبات منفصلة، تعمل بالمرايا ذات القطع المكافئ، ويبلغ قطر المرآة الواحدة 2و8 متر.
يمكن تجميع إشارات الأربعة تلسكوبات، وعند إجراء ذلك يتشكل التلسكوب الخامس ويسمى تلسكوب التداخل بالغ الكبر Very Large Telescope Interferometer . وتكملهم 4 تلسكوبات صغيرة مساعدة، يبلغ قطر كل واحدة منها 8و1 متر وهي تساعد في ربط الأربعة التلسكوبات الرئيسية.
ويضم المرصد تلسكوب مسح فضائي VLT Survey Telescope ذو مرآة بقطر 5و2 متر، وكذلك تلسكوب مسح فضائي VISTA (telescope) يتميز باتساع رؤياه.

## تكلفة المرصد
تبلغ تكاليف بناء المرصد 500 مليون يورو موزعة على 15 سنة. وتتوكل المنظمة الأوروبية للفضاء الصرف على تشغيل المرصد وعلى مرتبات العاملين وتوزيع أوقات الرؤية على المعاهد الأوروبية المشتركة.
وبلغت المصاريف الجارية للمرصد 30 مليون يورو في عام 2004 وهي تعادل ربع ميزانية المنظمة الأوروبية. وتعتبر تكلفة المرصد وسطية من بين تكاليف مشروعات أخرى مثل القمر الصناعي غايا (مسبار فضائي) ومرصد هابل الفضائي الذي تكلف 2000 مليون دولار أمريكي وهي أربعة أضعاف ما تكلفه مرصد بارانال البالغة 500مليون يورو. ويبلغ تكلفة تشغيل تلسكوب هابل 8 أضعاف مصروفات تشغيل مرصد بارانال.
كما أن تكاليف بناء مرصد كيك على جزيرة هاواي وصلت 140 مليون دولار، جاء معظمها من هيئات خيرية، وتبلغ مصروفات تشغيله 11 مليون دولار سنويا.

## التلسكوبات

### التلسكوب البالغ الكبر (VLT)

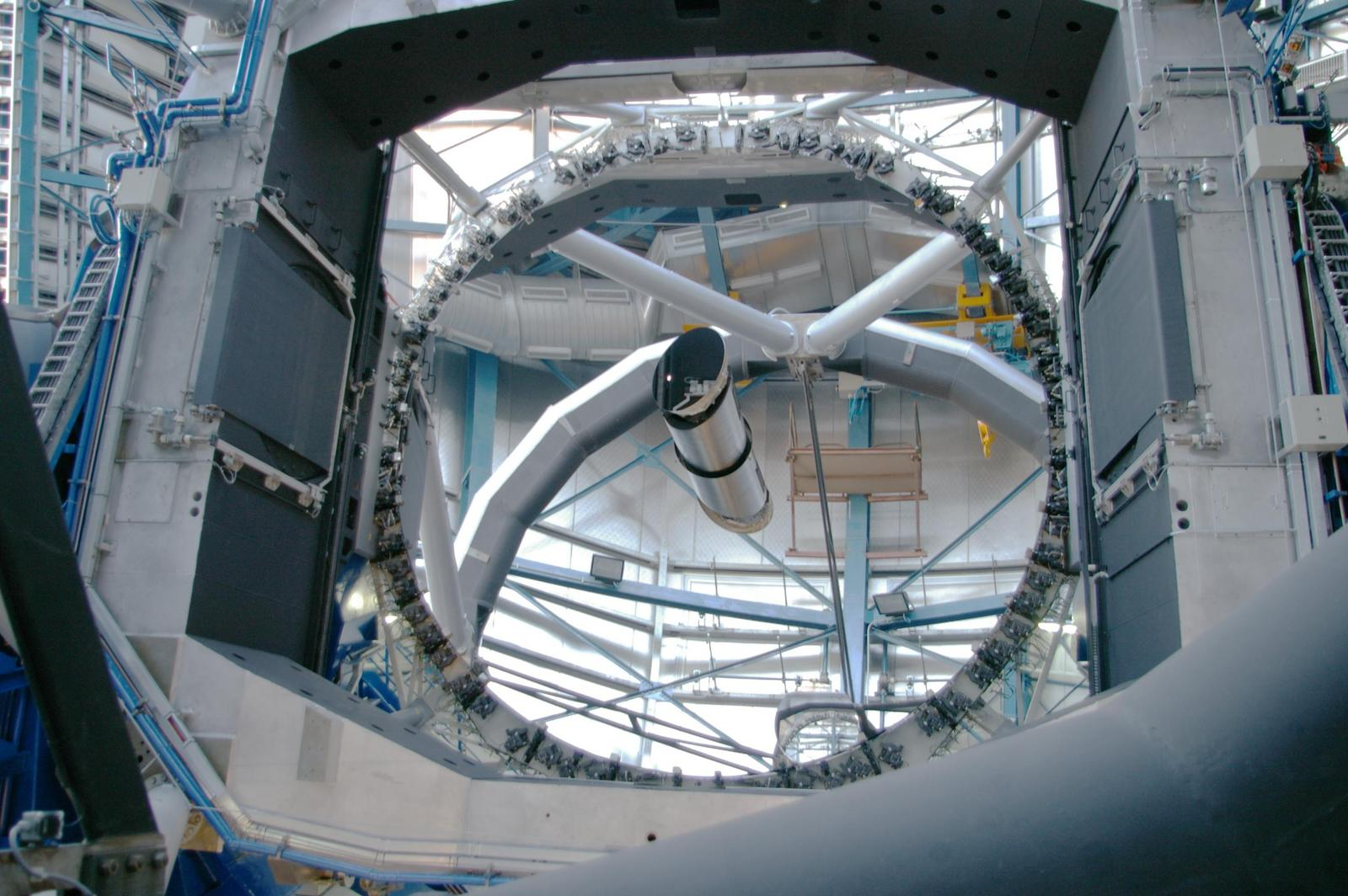
واحدة من الأربعة مرايا الرئيسية لنظام ناسميث Nasmyth

يتكون التلسكوب البالغ الكبر (VLT) من أربعة مراي تبلغ قطر كل واحدة منها 2و8 متر وهي تلتقط الضوء المرئي، وتلتقط أيضا الأشعة تحت الحمراء. وتعززها أربعة تلسكوبات صغيرة بغرض إجراء التداخل في نطاق الأشعة تحت الحمراء في بعض ليالي السنة. وتعمل التلسكوبات الرئيسية بنظام البصريات الموائمة adaptive optics.

### تلسكوب المسح الكوني VISTA
يقوم هذا التلسكوب بالمسح الفلكي، أي تصوير مساحات واسعة من السماء بالضوء المرئي وكذلك في نطاق الأشعة تحت الحمراء. وهو ذو مرآة قطرها 4 متر متسعة الأفق، تقوم بقياس الأشعة تحت الحمراء القادمة من مساحات واسعة من السماء. وقد قامت 18 جامعة من المملكة المتحدة ببناء هذا التلسكوب، وبدأ عمله في ديسمبر عام 2009.

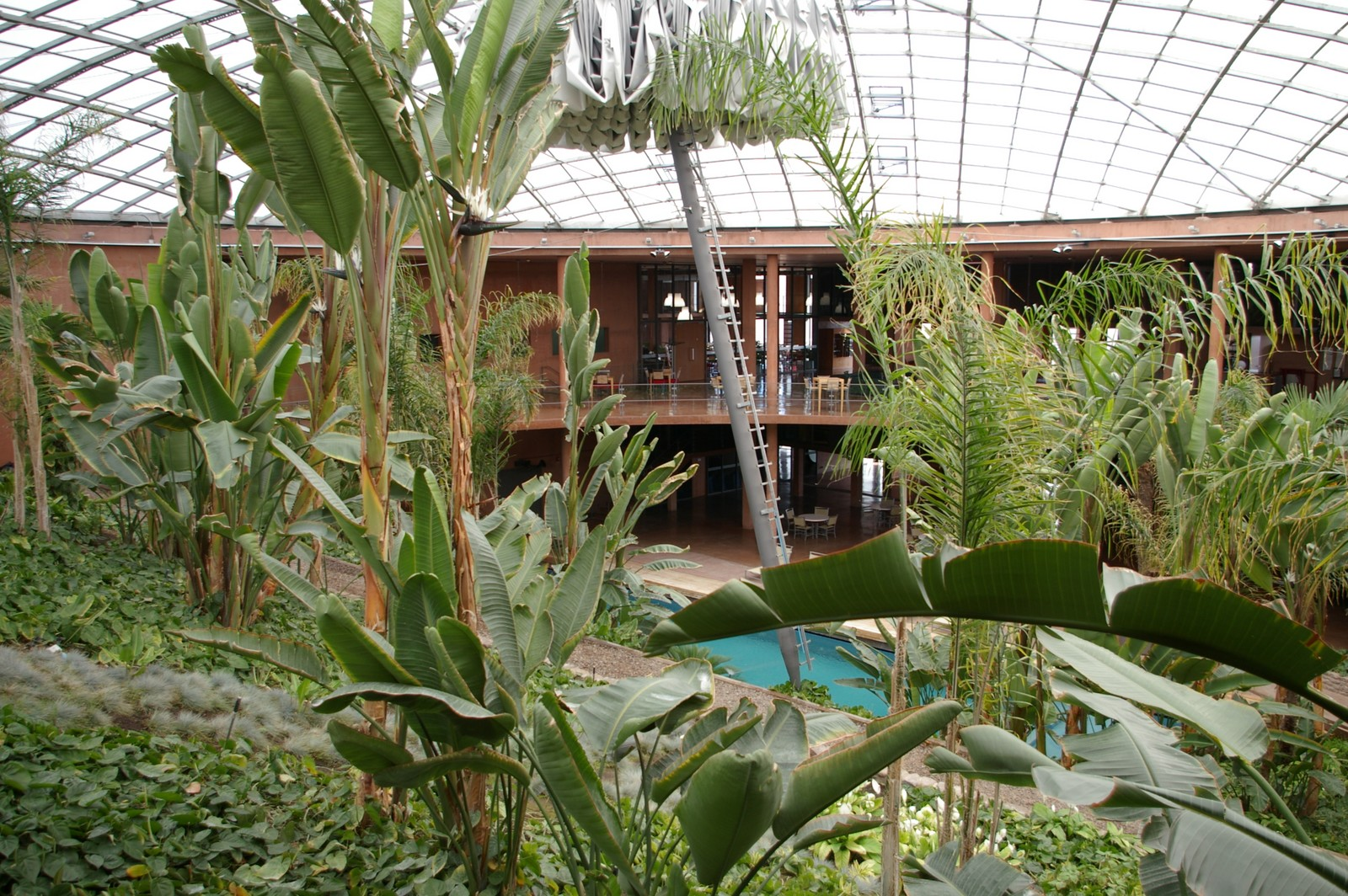
حديقة بارانال رسيدنسيا ESO Hotel.

فيستا VISTA اختصارا لـ V'isible &' 'I' 'nfrared'  S urvey  Telescope  Astronomy ، هو 4 متر- تلسكوب، أيضا لمسوح السماء، ولكن في نطاق الأشعة تحت الحمراء من 1 إلى 2.5 ميكرومتر. مجال الرؤية هو أيضًا درجة زاوية واحدة مربعة. لا يقع على القمة الرئيسية لـ Cerro Paranal ، ولكن على قمة جانبية على بعد حوالي كيلومتر واحد، ولكن يتم التحكم فيه أيضًا من مبنى التحكم VLT. في 21 حزيران (يونيو) 2008، تم تنفيذ أول اختبار للمراقبة باستخدام نظام كاميرا تسجل الأشعة تحت الحمراء بنجاح.  نظرًا لأن المرآة الأساسية VISTA مصنوعة من قبل نفس الشركة المصنعة مثل المرآة الأساسية VST ، فقد أثر التأخير أيضًا على هذا المشروع.
كان مشروع تلسكوب VISTA في الأصل مشروعًا وطنيًا بريطانيا، ولكن مع انضمام المملكة المتحدة إلى ESO وقرار بناء VISTA على بارانال في تشيلي، تمكن علماء الفلك في جميع أنحاء العالم من استخدام هذا التلسكوب في بحوثهم.
جاءت اخبار صحف في نوفمبر 2022 بخبر اكتشاف العلماء مجموعة مجرات تعتبر قريبة نسبيا من المجموعة الشمسية. والشيء المثير للإنتباه أن يكون ثقب أسود موجودا في إحدى تلك المجرات التي تبعد عنا نحو 3 مليار سنة ضوئية. يجري حاليا (نوفمبر 2022) التحقق من هذا الأكتشاف وتعيين بعده عنا بطريقة أكثر دقة (Berliner Zeitung 5.11.2022).

### تلسكوب المسح الفلكي (VST)
هو تلسكوب مقترح للمسح الفلكي ذو مرآة 5و2 متر، وهو يتميز أيضا باتساع أفقه، ويرجى منه تعزيز عمل التلسكوب البالغ الكبر في القياسات الفلكية.

## مباني أخرى
ينتمي إلى مرصد بارانال هوتيل رسيدنسيا ESO Hotel يقدم الإقامة للباحثين الزائرين. وهو مقام عاى هضبة تنخفض نحو 200 متر من مكان التلسكوبات وبه وسائل ألعاب القوى وحمام سباحة ومطعم وحديقتين.

## صور من مرصد بارانال

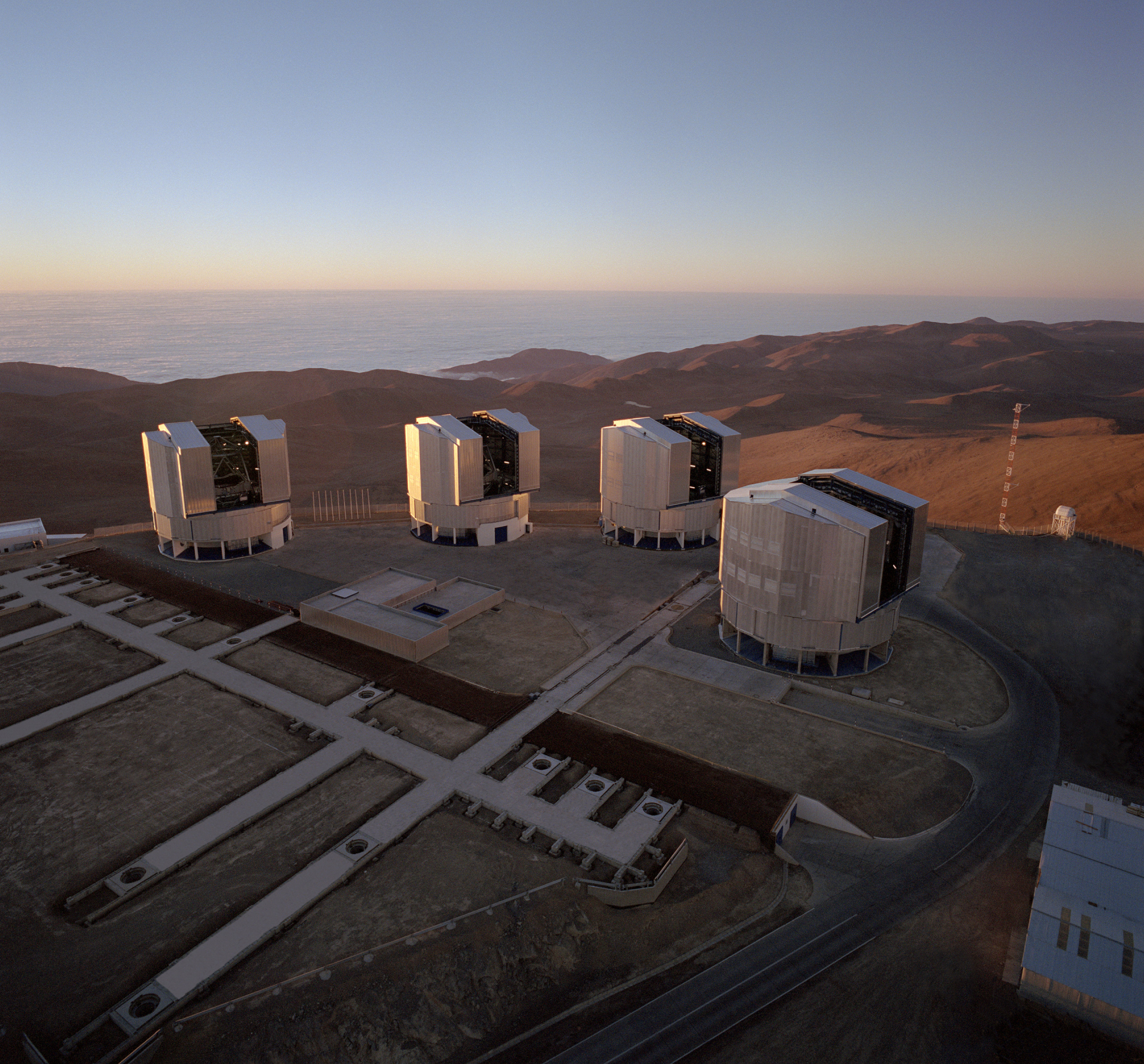
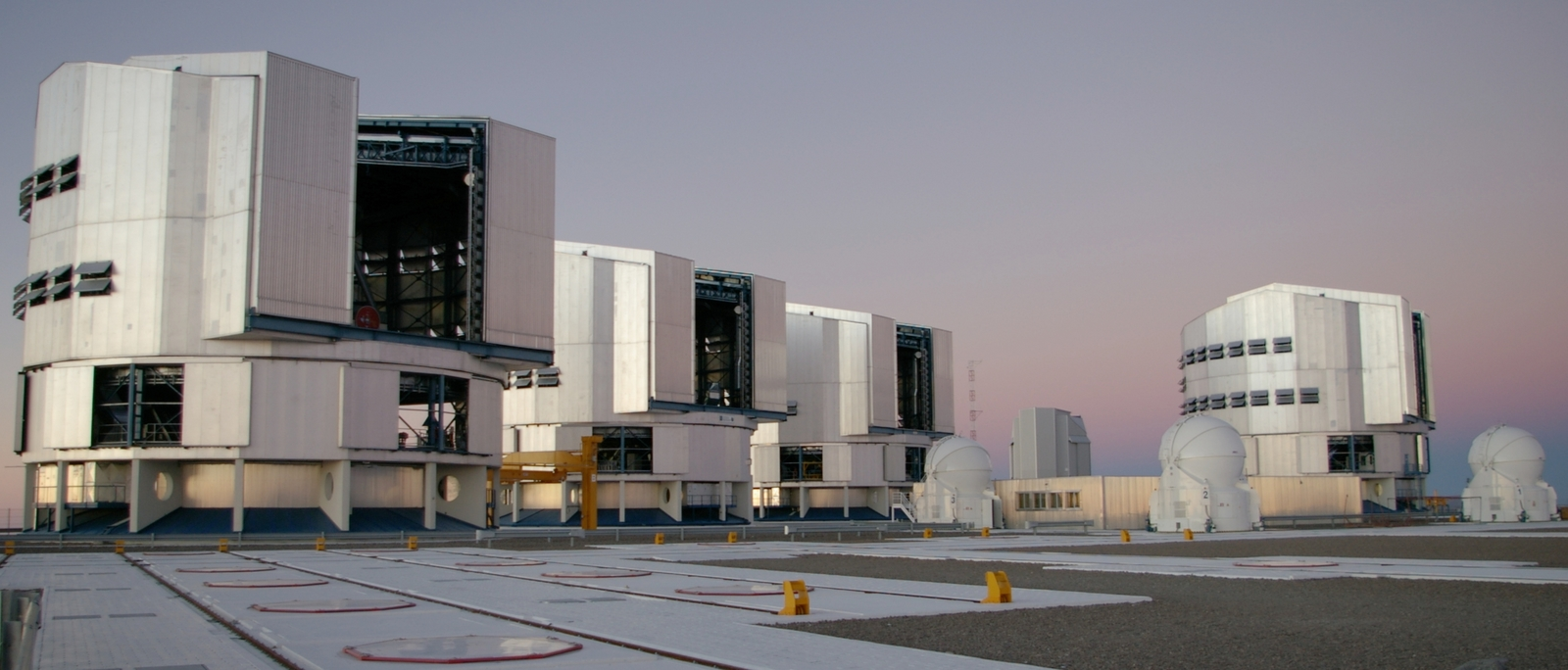
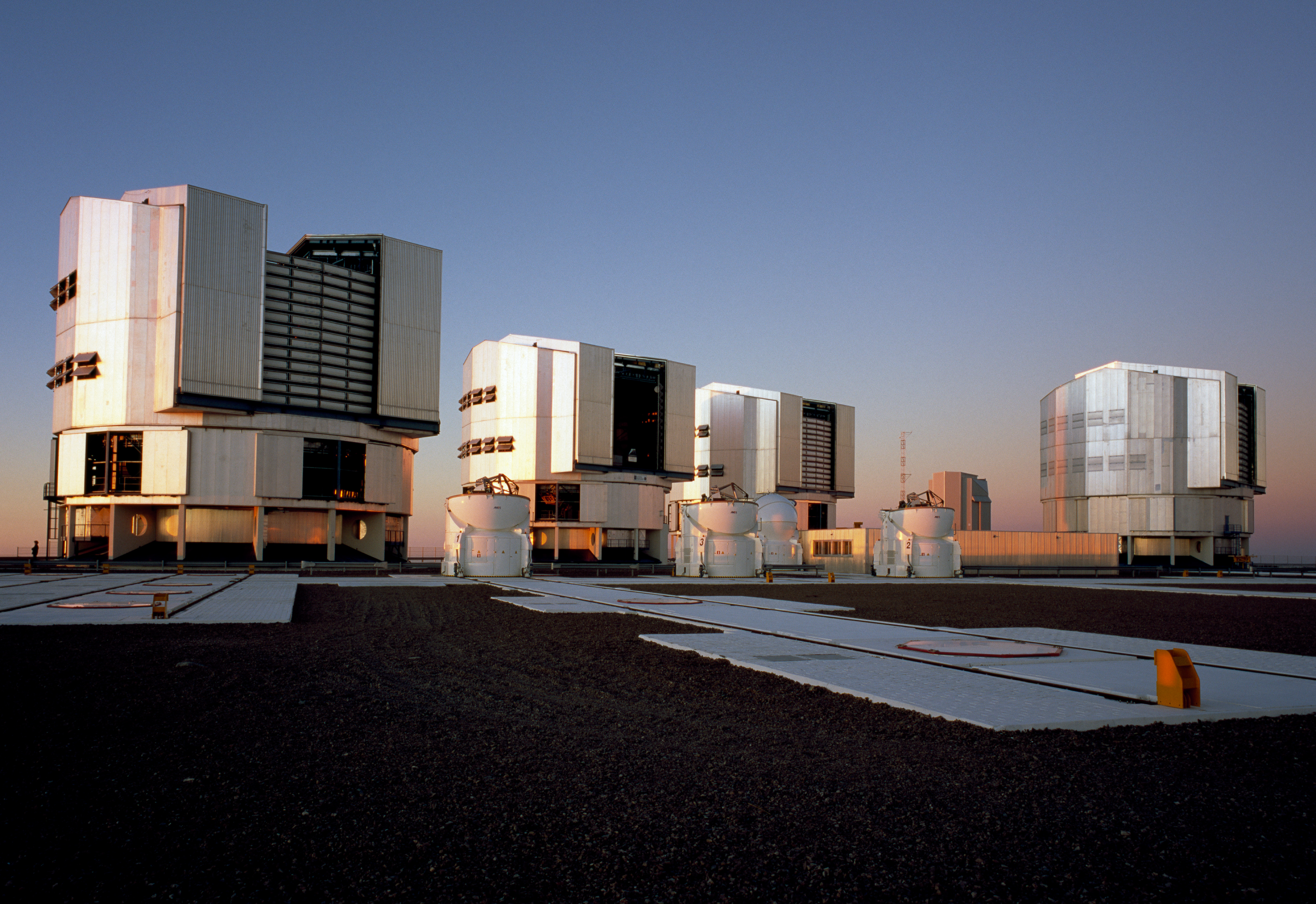
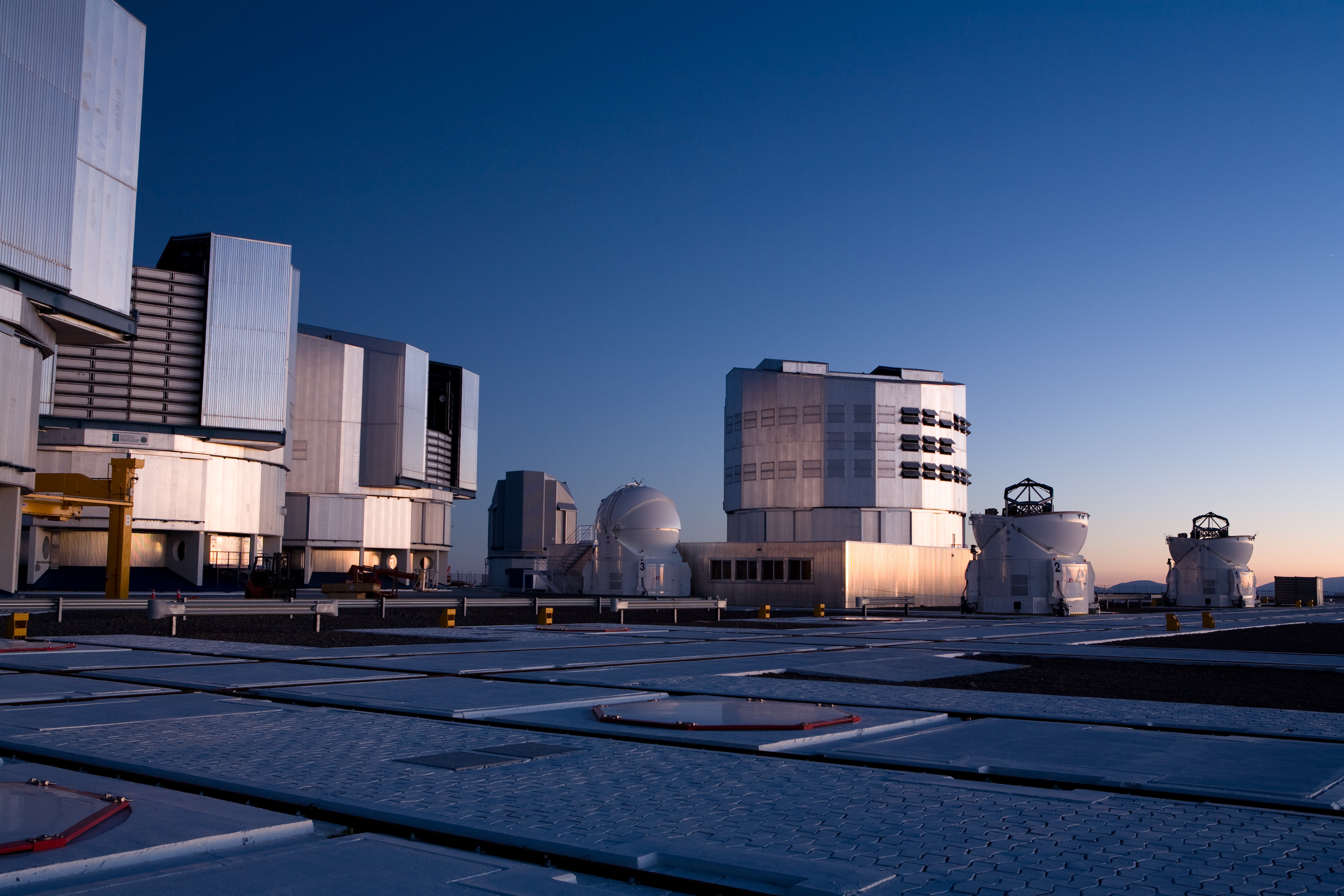

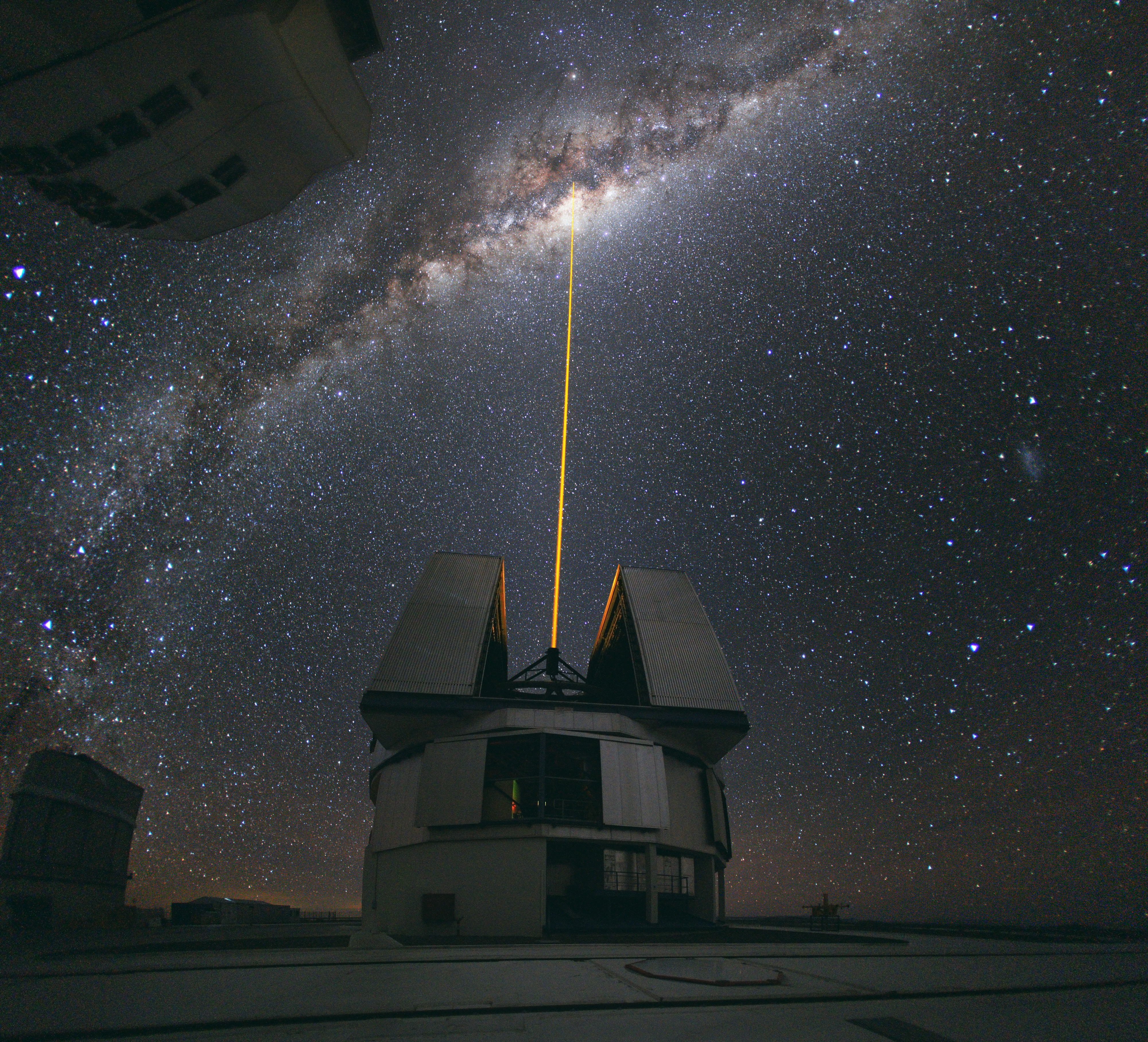
تصوير من درب التبانة في 'مرصد بارانال' بالصورة 'المرصد الجنوبي الأوروبي' المسؤولة. الليزر بمثابة وسيلة لمعايرة للتلسكوبات الأخرى، وهكذا يتجنب صورة ضبابية.

## اقرأ أيضا
- مرصد مونا لوا
- مرصد جيميني
- مرصد كيك
- مرصد هابل الفضائي
- مقراب جيمس ويب الفضائي
- مرصد سوبارو
- مقراب سبيتزر الفضائي
- مرصد ويبل